# 만적
만적(萬積, 1158년 ~ 1198년 5월 17일)은 고려의 노비이자 반란 주동자로 만적의 난을 일으켰으나 실패하였다.

## 생애
고려 신종 때 당시 권력자인 최충헌의 노비였다. 1198년(신종 1년) 5월 17일, 만적은 "경인년과 계사년 이후부터는 천예들이 높은 관직을 많이 차지했으니 장군과 재상이 어째 본래부터 타고난 씨가 있겠는가?"면서 천민들을 모아 봉기하려고 했다. 17(갑인)일에 흥국사에 모여 최충헌 등을 죽이고 노비 장부를 태우려고 했지만 봉기 모의에 참여했던 노비 순정(順定)의 밀고로 만적의 주도로 봉기에 참여했던 100여명의 사람들과 함께 체포, 강물에 빠뜨리는 방식의 사형을 당하면서 일단락 되었다.
만적의 봉기시도는 한국 역사상 최초의 신분해방운동이라는 데에 역사적 의의가 있다.

## 만적이 등장한 작품
- 《무인시대》 KBS, 2003년~2004년, 배우 : 윤승원